# NGC 7758
NGC 7758 é uma galáxia elíptica (E/SB0) localizada na direcção da constelação de Aquarius. Possui uma declinação de -22° 01' 27" e uma ascensão recta de 23 horas, 48 minutos e 55,1 segundos.
A galáxia NGC 7758 foi descoberta em 1886 por Frank Müller.